# Amazing (MAY'Sのアルバム)
『Amazing』（アメイジング）は、日本の音楽ユニット・MAY'Sの2枚目のアルバム。

## 概要
2010年1月13日、Venus-B（キングレコード）から発売された。
収録曲は16曲あり、4thシングルから6thシングルまでのシングル表題曲や、他アーティストとのコラボ曲などが含まれている。ボーカルの片桐舞子は収録曲について「愛に関する些細なことを題材にしている」と発言しており、hotexpressの武川春奈からは「友情、家族、姉妹、恋といった異なる“愛”を表現した作品」と評されている。
本作は初回限定盤と通常盤という2形態でリリースされており、このうち初回限定盤には「I WISH」「I LOVE YOU が言えなくて」「ONE LOVE 〜100万回のKISSでアイシテル〜」のミュージック・ビデオや、MAY'S史上初となるライブ映像を収めたDVDが付属されている。
オリコンチャートのCDアルバムランキングでは、2010年1月13日付のデイリーランキングで3位、2010年1月25日付の週間ランキングで4位
を記録している。
アルバムタイトルのAmazingには驚きや感動がたくさんあるアルバムであることと、このアルバムを聴いた人が身の回りにある小さな幸せに気付いて、毎日を喜びと驚きに変えていってほしいという願いが込められている

## 収録曲
| #   | タイトル                                        | 作詞           | 作曲         | プロデュース | 時間 |
| --- | ----------------------------------------------- | -------------- | ------------ | ------------ | ---- |
| 1.  | 「ONE LOVE 〜100万回のKISSでアイシテル〜」      | 片桐舞子       | NAUGHTY BO-Z | NAUGHTY BO-Z | 4:54 |
| 2.  | 「恋をしてた 〜Say Goodbye〜 / MAY'S × May J.」 | 片桐舞子       | NAUGHTY BO-Z | NAUGHTY BO-Z | 4:20 |
| 3.  | 「HERO☆HERO feat. WISE」                        | 片桐舞子, WISE | NAUGHTY BO-Z | NAUGHTY BO-Z | 3:56 |
| 4.  | 「あなたが好きです。」                          | 片桐舞子       | NAUGHTY BO-Z | NAUGHTY BO-Z | 3:35 |
| 5.  | 「I WISH」                                      | 片桐舞子       | NAUGHTY BO-Z | NAUGHTY BO-Z | 4:16 |
| 6.  | 「Amazing」                                     | 片桐舞子       | 片桐舞子     | 片桐舞子     | 1:04 |
| 7.  | 「Is this LOVE ??」                             | 片桐舞子       | NAUGHTY BO-Z | NAUGHTY BO-Z | 3:49 |
| 8.  | 「TOKYO DRIVE feat. DJ WATARAI, DABO」          | 片桐舞子, DABO | DJ WATARAI   | DJ WATARAI   | 4:12 |
| 9.  | 「線香花火」                                    | 片桐舞子       | NAUGHTY BO-Z | NAUGHTY BO-Z | 4:09 |
| 10. | 「I LOVE YOU が言えなくて」                     | 片桐舞子       | NAUGHTY BO-Z | NAUGHTY BO-Z | 4:10 |
| 11. | 「Come back to me.」                            | 片桐舞子       | NAUGHTY BO-Z | NAUGHTY BO-Z | 1:15 |
| 12. | 「JULY (Album Version)」                        | 片桐舞子       | NAUGHTY BO-Z | NAUGHTY BO-Z | 5:18 |
| 13. | 「My Little Angel」                             | 片桐舞子       | NAUGHTY BO-Z | NAUGHTY BO-Z | 3:35 |
| 14. | 「MaMa (2009)」                                 | 片桐舞子       | NAUGHTY BO-Z | NAUGHTY BO-Z | 3:58 |
| 15. | 「♯1 My Song」                                  | 片桐舞子       | 片桐舞子     | 片桐舞子     | 0:58 |
| 16. | 「永遠」                                        | 片桐舞子       | NAUGHTY BO-Z | NAUGHTY BO-Z | 4:10 |

## 収録曲解説
1. ONE LOVE 〜100万回のKISSでアイシテル〜
  - 作詞：片桐舞子、作曲・編曲：NAUGHTY BO-Z
  - 6thシングル表題曲
  - テレビ朝日系『お願い!ランキング』2009年11月度エンディング・テーマ
  - 「WINTER SPORTS FESTA season9 冬スポ!!」テーマソング
2. 恋をしてた 〜Say Goodbye〜 / MAY'S × May J.
  - 作詞：片桐舞子、作曲・編曲：NAUGHTY BO-Z
  - ライスフォース・アクポレスCMソング
3. HERO☆HERO feat. WISE
  - 作詞：片桐舞子/WISE、作曲・編曲：NAUGHTY BO-Z
4. あなたが好きです。
  - 作詞：片桐舞子、作曲・編曲：NAUGHTY BO-Z
5. I WISH
  - 作詞：片桐舞子、作曲・編曲：NAUGHTY BO-Z
  - 4thシングル表題曲
  - ウェディングドレス「Aya na ture」イメージソング
6. Amazing
  - 作詞・作曲・編曲：片桐舞子
  - 15曲目の「♯1 My Song」と共に片桐舞子が初めてプロデュースを担当した楽曲。11曲目の「Come back to me.」、「♯1 My Song」含め表記はないがインタールードの役割をしているといい、他の全ての楽曲が完成し、曲順も決まってから制作された[7]。
7. Is this LOVE ??
  - 作詞：片桐舞子、作曲・編曲：NAUGHTY BO-Z
8. TOKYO DRIVE feat. DJ WATARAI, DABO
  - 作詞：片桐舞子/DABO、作曲・編曲：DJ WATARAI
9. 線香花火
  - 作詞：片桐舞子、作曲・編曲：NAUGHTY BO-Z
  - 5thシングルc/w曲
10. I LOVE YOU が言えなくて
  - 作詞：片桐舞子、作曲・編曲：NAUGHTY BO-Z
  - 5thシングル表題曲
  - TBS系『ランク王国』オープニング・テーマ
11. Come back to me.
  - 作詞：片桐舞子、作曲・編曲：NAUGHTY BO-Z
12. JULY (Album Version)
  - 作詞：片桐舞子、作曲・編曲：NAUGHTY BO-Z
  - インディーズ時代に発表したアルバム『Beginning』の収録曲[8]。2009年7月にレコチョクで限定配信され、本作で「アルバムバージョン」として収録された。
13. My Little Angel
  - 作詞：片桐舞子、作曲・編曲：NAUGHTY BO-Z
14. MaMa (2009)
  - 作詞：片桐舞子、作曲・編曲：NAUGHTY BO-Z
  - 4thシングルc/w曲
  - TBS系『がっちりマンデー!』エンディング・テーマ
15. ♯1 My Song
  - 作詞・作曲・編曲：片桐舞子
16. 永遠
  - 作詞：片桐舞子、作曲・編曲：NAUGHTY BO-Z
  - 映画『音楽人』挿入歌[9]